# Hi Records
High Records – wytwórnia muzyczna, wydająca głównie płyty gatunku Soul, założona w roku 1957. Okres największych sukcesów wytwórni przypada na lata 60. i 70., gdy dla Hi nagrywali m.in. Al Green, Ann Pebbles, Otis Clay i O.V. Wright. Wytwórnia działa do dzisiaj.